# Atlapexco
Atlapexco è un comune del Messico, situato nello stato di Hidalgo.